# Finance islamique
 (novembre 2018).
Si vous disposez d'ouvrages ou d'articles de référence ou si vous connaissez des sites web de qualité traitant du thème abordé ici, merci de compléter l'article en donnant les références utiles à sa vérifiabilité et en les liant à la section « Notes et références ».
 (novembre 2018).
La finance islamique est une branche de l'économie islamique fondée sur les principes de la charia. Elle se distingue de la finance conventionnelle par la mise en avant d'idée d'éthique et de morale islamique. Elle est notamment fondée sur l'interdiction de l'intérêt et la responsabilité sociale de l'investissement.
La finance islamique lie plus étroitement la rentabilité financière d'un investissement avec les résultats du projet concret associé. L’islam interdit les transactions tant civiles que commerciales faisant recours à l'intérêt (ribâ) ou à la spéculation (maysir). Toutefois, les mécanismes utilisés dans la pratique reviennent souvent à rémunérer le prêteur.

## Histoire

### Débats originaux sur la ribâ
La prohibition de l’intérêt se situe dans le Coran : « Ceux qui avalent le produit de l’usure se lèveront au jour de la résurrection comme celui que Satan a souillé de son contact. Et cela parce qu’ils disent : L’usure est la même chose que la vente. Dieu a permis la vente, il a interdit l’usure. »
Le Coran prohibe tout particulièrement le ribâ (en), généralement traduit par « usure », ; le mot hors contexte signifie « excès » ou « ajout »,. L'élimination des taux d'intérêt dans les premières années de l'islam se fait graduellement, jusqu'à l'adoption d'un système économique « pleinement islamique » sous le règne d'Omar ibn al-Khattâb. Ce système pourrait cependant avoir reposé sur des hiyal, des ruses juridiques permettant par exemple la pratique du « double achat » (baiʿatān fī baiʿa) afin d'éviter l'interdiction de l'usure, en faisant deux contrats d'achat et de ré-achat (à un prix plus élevé) ; il est certain que le système a existé sous l'empire ottoman.
À la fin du dix-neuvième siècle, des salafistes modernistes répondent à la montée de l'influence occidentale et à la colonisation en préconisant l'autorisation de taux d'intérêt et d'assurances pour assurer une économie moderne fonctionnelle. Syed Ahmad Khan pousse pour une redéfinition de la ribâ, qui devrait selon lui différencier la commission indûe pour la consommation et le taux d'intérêt légitime d'un prêt d'investissement commercial. Il est soutenu par Mohamed Abduh, Muhammad Rashid Rida et Syed Ahmad Khan.

### Genèse du système économique islamique moderne
Au vingtième siècle, il s'agit désormais de définir tout intérêt comme ribâ en estimant qu'il est autorisé de demander une commission qui dépend des pertes ou profits de l'investissement réalisés. L'intérêt devient alors un partage équitable du profit, des pertes, et des risques de l'investissement. Cette thèse est défendue dans les années 1940 et 1950 par Anwar Qureshi, Naeem Siddiqui (en), Sayyid Abul Ala Maududi et Muhammad Hamidullah,.
Dans The Economic Problem of Man And Its Islamic Solution, Sayyid Abul Ala Maududi indique que la finance islamique formerait une troisième voie entre le capitalisme et le communisme qui viserait à établir un ordre économique plus juste.
Ces idées sont retravaillées, par Muhammad Uzair en 1955, Abdullah al-Araby en 1967, Mohammad Nejatullah Siddiqi (en) en 1971 et Mohammed Bakr al-Sadr.

### Développement de la finance islamique
La première institution s'approchant d'une banque islamique a été une caisse locale malaisienne pour financer l'organisation du Hajj : la Perbadanan Wang Simpanan Bakal-Bakal Haji, fondée en 1956[réf. nécessaire].
La première banque islamique, octroyant des prêts sans intérêt, recevant des dépôts et ayant un fonds zakât (« aumône légale ») est née en Égypte en 1963, à Mit Ghamr. Fondée par Ahmad El Najjar, elle intégrait clairement le référentiel religieux. Elle fut fermée en 1968 par le régime nassérien et remplacée en 1972 par la banque sociale Nasser qui appartient à l'État.
En 1970, l'Organisation de la Conférence Islamique est fondée en Arabie saoudite et relance l'idée d'une banque islamique en 1974,. À cette première conférence, les spécialistes s'accordent à déclarer que toute forme d'intérêt relève de la ribâ.
En 1975, à la suite de ce texte, la Banque islamique de développement, organisme public de financement, est formée également en Arabie saoudite. Des initiatives privées apparaissent, telles la Dubaï Islamic Bank, la Kuwait Finance House en 1977 ou encore la Dar Al-Maal Al-Islami en 1981[réf. nécessaire]. En 1983, la Malaisie se dote de l'Islamic Banking Act, cadre légal promouvant la finance islamique. Il permet notamment à l'État d'émettre des titres de dette charia-compatibles, les Government Investment Certificates (GIC). La même année, la Bank Islam Malaysia Berhad est créée. En 1984, le Parlement étend ces dispositions au secteur de la mutuelle islamique, le takaful (Islamic Takaful Act, 1984).
En 1984, le Soudan et en 1985, l'Iran convertissent leur secteur bancaire en un système islamique.
En 1984, le Pakistan islamise son secteur bancaire avec la Companies Ordonnance. En 1994, la Faysal Bank est mise en place.
En 1992, l'Accounting and Auditing Organization for Islamic Financial Institutions est créée à Alger, puis déplacée à Bahreïn. Cette institution joua un rôle décisif dans le développement de la finance islamique en mettant en place des normes légales et comptables communes au secteur[réf. nécessaire].
La Malaisie fut l'un des pays pionniers en finance islamique et poursuivi ses avancements. En 1994, la Banque Nationale de Malaisie instaure un marché interbancaire islamique, le Islamic Interbank Money Market (IIMM).
En 2002, la Malaisie est le premier émetteur souverain de sukuk (certificats d'investissement conformes à la recommandation religieuse issue du Coran).

## Fonctionnement
La finance islamique est l'un des champs d'applications majeurs de l'économie islamique. Son principe général est de proposer des taux variables en fonction du projet réalisé pour les prêts plutôt qu'un taux d'usure fixe comme dans le monde occidental.
Dans chaque banque islamique, il y a ce que l'on appelle un sharia board qui vérifie si l'opération est conforme au principe de la loi religieuse.

### Prohibition de l’intérêt
Cette forme d'intérêt date de l'époque pré-islamique et a un fonctionnement tout particulier : en cas de défaut de paiement de l'emprunteur, celui-ci doit rembourser au prêteur une somme plus élevée que son emprunt initial, en guise de sanction du non-paiement. Cet intérêt est donc largement favorable au prêteur et peut mettre l'emprunteur dans des difficultés considérables. À l'époque de Mahomet, le développement du ribaa créait des situations de quasi-esclavage des emprunteurs n'ayant pu rembourser. C'est cette forme unique d'intérêt que le prophète visait en tout premier lieu à interdire, c'est-à-dire le ribaa, ainsi que l'établit le Coran.
Afin d’expliciter ce verset, un hadith expose les règles du commerce légal. Ce hadith a une portée générale parce qu’il vise six produits dits « ribawi » : or, argent, blé, froment, dattes, sel. Tout échange de produit identique (or contre or, blé contre blé) avec un avantage pour une personne constitue une opération interdite, sauf en ce qui concerne les avantages résultant de l’échange de produits de nature différente (or contre blé).
En matière d’échanges de monnaie (argent contre argent), tout surplus tiré d’une transaction non basée sur des actifs réels et préalablement possédés par le vendeur est illicite (haram). Entrent dans cette catégorie les contrats de prêt. Concrètement, les crédits bancaires – qu’il s’agisse des crédits à la consommation ou des crédits aux entreprises – ne respectent pas cette exigence.

### Transactions sans intérêts apparents
Pour rester dans la légalité islamique, les banques islamiques et les filiales islamiques des banques conventionnelles ont développé des mécanismes juridico-financiers pour contourner l'interdiction du prêt à intérêt (hiyal) et rémunérer l'apporteur de capitaux. Ces derniers se fondent sur des concepts nommés moudaraba, mousharaka, mourabaha, ijara.
La moudaraba permet à un promoteur de mener un projet grâce à des fonds avancés par des apporteurs de capitaux dont la clé de répartition des gains et des pertes est fixée dans le contrat. Les apporteurs de capitaux supportent les pertes en capital, les promoteurs supportent les pertes en fruits de leur travail.
Selon la Banque islamique de développement (BID), c’est une « forme de partenariat où une partie apporte les fonds et l’autre (moudarib) l’expérience et la gestion. Le bénéfice réalisé est partagé entre les deux partenaires sur une base convenue d’avance, mais les pertes en capital sont assumées par le seul bailleur de fonds ».
Son application est modulable dans la mesure où une participation dégressive est envisageable grâce à un instrument technique islamique de financement des projets, fondé sur la « participation au capital » et assorti de différents types d’arrangements pour la répartition des pertes et profits. Les partenaires (entrepreneurs, banquiers, etc.) contribuent aussi bien au capital qu’à la gestion des projets. Les bénéfices sont répartis selon des coefficients préétablis en fonction du niveau de participation au capital.
La mousharaka : les partenaires apportent les fonds, mais seulement l’un d’eux dispose de la charge de la gestion du projet. Concrètement, les banques islamiques ont développé la mousharaka mutanaquissa qui consiste à participer au financement de l’acquisition notamment d’un bien immeuble (d’habitation). Une grande partie des fonds (90 %) est apportée par la banque et le reste (10 %) par le particulier. Le remboursement obéit à un tableau d’amortissement qui comprend, outre le capital principal, les bénéfices tirés par la banque pour cette opération.
La mourabaha est une double vente, entre un vendeur et un acheteur, par lequel le vendeur achète le ou les biens requis par l'acheteur et le ou les lui revend à un prix majoré. Les bénéfices (marge bénéficiaire) et la période de remboursement (versements échelonnés en général) sont précisés dans un contrat initial. Il s'agit du « principal outil utilisé par les banques islamiques pour prêter de l'argent à leur client, tout en conférant une valeur-temps à l'argent.
Exemple : imaginons un prêteur A et un emprunteur B. B souhaite s'acheter une voiture à 10 000 € mais ne possède pas les fonds nécessaires. Il va donc demander au prêteur A (la banque islamique) de l'aider à financer son achat. Pour cela, la banque A va acheter elle-même le bien souhaité (ici la voiture) puis la revendre à » son client à un prix majoré d'une commission (par exemple 10 500 €). Ce prix sera payable sur un an par l'emprunteur B. B aura pu donc acheter une voiture dépassant ses moyens temporels actuels en ayant recours à un prêteur lui avançant l'argent et l'exigeant majoré à une date ultérieure.
Néanmoins, ce processus ressemble tant à celui de l'intérêt que Tim Kuran estime dans Islam and Mammon qu'il ne s'agit que d'un arrangement cosmétique à l'intérêt. Ici, une banque conventionnelle aurait simplement proposé un intérêt à 5 %, ce qui revient exactement au même pour l'emprunteur (mais pas pour la banque car une banque conventionnelle n'a pas besoin de posséder tout le capital qu'elle prête).
La pratique de la mourabaha a été très controversée dans les premières années de la finance islamique pour ces raisons. Ce qui rend convenable ce système aux yeux de l'Islam est la prise en charge des risques par la banque lors de l'acquisition de l'objet. Le risque (de perte, de casse etc.) est partagé entre le prêteur et l'emprunteur à différents moments.
Le problème est bien sûr quand ce « temps » de partage des risques est très faible pour le prêteur. De nos jours, la mourabaha consiste en un temps de détention de l'ordre de quelques minutes par la banque du bien. Dans ce cas, le partage des risques est quasi inexistant et le mécanisme se rapproche considérablement de celui de l'intérêt.
- L’ijara est la mise à disposition d'un bien moyennant un loyer (c'est un équivalent du crédit-bail ou d'une location avec promesse de vente).

Un autre aspect de ce contrat est assimilé à une opération de crédit-bail à l'issue de laquelle le titre de propriété revient au bénéficiaire.
- Le sukuk est l'équivalent islamique d'une obligation où l'intérêt devient un profit prévu, à risque quasi nul. Cette forme d'obligation est particulièrement utilisée pour les financements immobiliers.

- L’istisna est un contrat de construction par lequel le client demande à un constructeur d'édifier un ouvrage payable par l'intermédiaire d'un financier, d'avance, à terme ou à tempéraments, conformément à un cahier des charges.

### Secteurs d’investissement prohibés
Outre ces contrats, il existe des exigences quant à la nature de l’activité dans laquelle un investissement demeure conforme à la charia. Ainsi, les jeux de hasard, les activités en relation avec l’alcool, avec l’élevage porcin ou encore avec l’armement, avec l’industrie cinématographique (pornographique) suscitant ou suggérant la débauche ou la déchéance de l’être humain constituent des secteurs d’investissement prohibés.
La supervision des investissements se déroule de deux manières. La première est d’ordre individuel dans le sens où tout musulman est censé ne pas investir ses fonds dans les industries non compatibles avec son éthique.
La seconde est d’ordre institutionnel ou organisationnel puisque les banques et les fonds d’investissements islamiques sont composés, outre d’un conseil d'administration et d’une assemblée générale, d’un comité de supervision ou d’éthique (Sharia Board) dont les membres sont indépendants. Ainsi, les participations dans les sociétés évoluant dans les domaines illicites encourent une réprobation de ces comités.

## Points de vue sur la finance islamique

### Critiques

#### Usure inacceptable
Bien qu'un grand nombre de savants musulmans ait légiféré en rendant licites les activités bancaires islamiques, certaines voix de la communauté musulmane s'y opposent. Il y a parmi ces dernières de grands oulémas reconnus tels que al-Albani[réf. nécessaire] ou Imran Hosein.
En langue française, l'essayiste Souaréba Diaby Gassama a développé dans La Finance islamique dévoilée un argumentaire réfutant tout caractère islamique à la finance islamique.
Dans son essai, une argumentation est faite en 2 temps après une introduction sur ce que prétendent faire les banques islamiques et une définition de l'usure. Premièrement, l'auteur expose brièvement le fonctionnement des banques islamiques qui empruntent auprès de la banque centrale : d'où il sort qu'elles doivent verser un intérêt, ce qui vient en contradiction du principe en Islam de prohibition de toute usure. Il y a certes des banques qui ne se financent (ou se financeraient) qu'à travers les dépôts de leurs clients. Mais pour celles-ci, il subsiste toujours un problème de taille que l'auteur traite dans le deuxième point. Car l'auteur parle ensuite du produit phare de la finance islamique : la mourabaha. L'auteur prouve que la mourabaha n'est rien d'autre qu'un crédit déguisé d'ailleurs plus coûteux qu'un crédit conventionnel. Ainsi conclut-il : il ne peut et il ne pourra jamais y avoir de finance islamique.

#### Usure acceptable
D'autres critiques viennent du point de vue opposé et poussent à redéfinir la ribâ pour ne pas y inclure toutes les formes d'intérêt. Ces théoriciens reprennent les arguments des salafistes modernistes du dix-neuvième siècle et incluent Youssef al-Qaradâwî et Mohammed Tantaoui.
En 2004, un député pakistanais mentionne cette thèse lors d'un débat parlementaire et cela cause un esclandre, son propos étant jugé irrecevable par la majorité.
Muhammad Akran Khan fait remarquer qu'aucun prophète ou premier calife n'a fait passer de loi contre la ribâ, et remet en question un traitement au même niveau que le meurtre ou le vol.

## Finance islamique dans le monde
Un récent rapport de l’International Financial Services London sur la finance islamique estime que les actifs investis à la fin de 2008 ont totalisé 951 milliards de dollars, en hausse de 25 % par rapport aux 758 milliards de dollars enregistrés en 2007. Selon un rapport de 2012 de l’Islamic Finance Working Group (IFWG) de la Toronto Financial Services Alliance, les actifs des 500 plus grandes banques islamiques dépassent désormais le milliard de dollars. Sur la dernière décennie, la finance islamique connait régulièrement une croissance annuelle à deux chiffres . Cependant, le poids global de la finance islamique ne dépasse guère le 1 % de la finance mondiale . Ce secteur est donc encore marginal mais avec une marge de progression énorme. Le principal centre de la finance islamique est la région du golfe Arabo-persique, mais la Malaisie semble devenir le parangon de la finance islamique moderne avec : 14 banques islamiques et 8 fonds mutualistes tacafoul, le premier marché de cotation et d‟émission de soukouks, 86 % des sociétés cotées garanties Sharia ou sharia compliant (conforme), et une capitalisation boursière de 213 Mds $.
Alors que 25 % de la population mondiale est de confession musulmane, certains estiment que 40 % à 50 % de leur épargne sera gérée par la finance islamique d'ici 8 à 10 ans, contre 10 % vers 2007.
Les principales banques islamiques dans le monde sont, par ordre de taille décroissante d'encours en 2006 : Al Rajhi Bank (Arabie saoudite), la Kuwait Finance House (Koweït), la Dubai Islamic Bank (Dubaï, Émirats arabes unis), l'Abu Dhabi Islamic Bank (Abou Dabi, Émirats arabes unis), et la Bank Al Jazira (Arabie saoudite). En Algérie, Al Baraka Bank est une banque islamique. Meezan Bank est une des banques islamiques du Pakistan. En Tunisie, Banque Zitouna est une ébauche de banque islamique
La finance islamique se chiffre à 700 milliards de dollars sur le marché mondial en 2008, à 1 300 milliards en 2011, et à 1 540 milliards de dollars en 2012.

### Royaume-Uni
En Europe, c'est au Royaume-Uni que s'est développée la première industrie de la finance islamique.
La législation britannique tient compte de la taxation des opérations de financement islamiques afin d’éviter un effet de double taxation. Les montages de financements des banques islamiques sont généralement structurés de telle manière que plusieurs transferts de propriété sont nécessaires (la banque ou sa filiale achète un bien qu’elle revend avec une marge ou loue avec une option d’achat), chaque transfert de propriété supposant un droit de mutation (une taxation).
L'autorité financière britannique FSA (Financial Services Authority) a facilité l'intégration de banques islamiques en Grande-Bretagne. En 2004, l’Islamic Bank of Britain a été agréée par les autorités britanniques (voir le site de la Financial Service Authority).
Le système bancaire britannique compte, en 2008, trois banques pleinement islamiques : l’Islamic bank of Britain, l’European Islamic Investment Bank et la Bank of London and Middle East.
En 2006, le Royaume-Uni a lancé un projet de sukuk anglais. Favorablement accueillie par le marché, une telle initiative est pionnière au sein du monde occidental. Néanmoins, en 2011, à la suite des turbulences financières européennes, le projet a été suspendu.
En octobre 2013, la Bourse de Londres annonce son projet de créer un indice boursier répondant aux principes financiers de l'Islam. En juin 2014, le Royaume-Uni est devenu le premier État, hors du monde musulman, à émettre des obligations souveraines conformes aux principes islamiques (« sukuk »).
Fin 2014, vingt banques de ce type existent au Royaume-Uni et cumulent un chiffre d'affaires évalué à 4,5 milliards de dollars fin 2014, un total deux fois plus élevé qu'aux États-Unis. La City de Londres reste ainsi à la première place en Occident pour la finance islamique.

### France
Le cadre juridique français ne se prêtait pas aux montages de la finance islamique par la double taxation qui pouvait concerner la TVA (dans le cas de la vente de biens), le droit de mutation (dans le cas de transaction foncière) ou le droit d'enregistrement (dans le cas de cession de parts de SCI)[réf. nécessaire].
L'Institut français de finance islamique a été créé sous la présidence d'Hervé de Charette, ancien ministre des Affaires étrangères et président de la Chambre de commerce franco-arabe, pour promouvoir la finance islamique en France.
La Direction générale des Finances publiques a publié des instructions le 25 juillet 2010 relatives à la murabaha, aux sukuks d'investissement et au contrat d'ijara[pas clair] interactif. Elle les intègre au système fiscal français au moyen d'artifices : dans le cas d'une murabaha portant sur un bien, bien qu'il y ait deux mutations en sens contraire, devant rendre exigibles deux fois les droits de mutation à titre onéreux, l'administration fiscale soumet la murabaha au régime fiscal des marchands de biens et la rémunération des banques sera traitée, non comme une plus-value, mais comme un intérêt.
La question de la requalification du montage en un réel prêt à intérêt, en raison de l'absence de mention du taux d'intérêt (article 1907 alinéa 2 du Code civil) et de la prohibition des taux usuraires (articles L313-1 à L313-6 du Code de la consommation) n'a à ce jour pas été tranchée par le juge civil.
TF1 et Europe 1 annoncent qu’au mois de  le 1er prêt à l'habitat conforme à la charia monté en France a été octroyé à un « sportif de haut niveau » pour l'achat d'une maison en région parisienne. Ce prêt a été réalisé par le Groupe 570. Le Groupe 570 est une société spécialisée dans le montage de solutions financières conformes à l'éthique musulmane.
Des initiatives se montent sur le net comme lafinanceislamique.com, permettant à des personnes intéressées de se renseigner sur les produits disponibles actuellement.
Le Point révèle le 21 avril 2011 que le premier produit d'épargne "charia compatible" français débarque en France par l'initiative de France Sukuk Courtage, entreprise parisienne fondé par Xavier Merten.
Le premier compte compatible avec la charia est disponible par la Chaabi Bank, filiale de la Banque populaire du Maroc, depuis le 20 juin 2011 ; un prêt immobilier répondant aux mêmes principes devrait être disponible en fin d’année.
La certification par le Comité Indépendant de Finance Islamique en Europe (CIFIE) de la première assurance-vie de droit français conforme à la loi islamique (charia) en France métropolitaine. Le contrat d’assurance nommé « Salam - Épargne et Placement » est distribué depuis le 4 juillet 2012 par l’assureur Swiss Life.
CIFIE a également certifié conforme à la charia le fonds de fonds UCITS, « Salam-Pax Ethical-Funds of Funds » qui servira de support pour les placements du contrat d’assurance-vie islamique. Ce fonds de fonds (une Sicav) est détenu par le gérant de Casa4Funds SA, une société de gestion luxembourgeoise. Cette sicav dispose du passeport européen, les souscriptions aux fonds peuvent être faites à l’international.
Enfin en juillet 2012 le premier Sukuk Ijâra et Musharaka français a vu le jour pour le compte du cabinet de défiscalisation Legendre Patrimoine certifié chari'atiquement également par le CIFIE. Les détenteurs de ces nouveaux sukuk seront copropriétaires d’un investissement dans des centrales photovoltaïques qui produiront de l’énergie renouvelable à EDF. Ils recevront, soit leur part du rendement de la location des centrales (dans le cadre du montage Sukuk Ijâra), soit les dividendes des actions liées à l’investissement dans ces centrales (dans le cadre du montage Sukuk Musharaka)
En novembre 2017, l'entreprise Noorassur se bat en justice contre la ville de Nice pour ouvrir une de ses agences dans la ville. Pour la municipalité, « la terminologie de cette enseigne "Finance islamique", c’est-à-dire respectant les principes de la charia, représente clairement une marque de communautarisme, que la ville de Nice refuse sur son territoire. […] Il n'existe pas de finance chrétienne ou de finance judaïque ; cette enseigne cible une partie spécifique de la population ». Dans un premier temps, l'entreprise saisit le juge des référés du tribunal administratif de Nice, lequel rejette ses recours, reconnaissant que la décision du maire est « justifiée, proportionnée à la menace existante et ne fait pas obstacle à l'exercice d'une activité professionnelle. […] L'attentat de Nice du 14 juillet oblige les autorités à tout mettre en œuvre pour éviter la survenance de troubles susceptibles de porter atteinte à la sûreté des habitants. L'installation des enseignes mettant en avant les termes "Finance islamique" est de nature à créer un tel trouble ». Noorassur saisit ensuite le Conseil d'État, son rapporteur énonçant la même conclusion : « Le préjudice économique pour la société n'est pas suffisamment grave pour justifier l'urgence ». La décision du Conseil d'État doit être rendue en décembre. Parallèlement, un autre procès est en cours, l'agence ayant repeint sa façade en vert sans l'autorisation administrative requise.

### Golfe Persique
Les banques islamiques représentent, en 2008, moins de 20 % des encours en moyenne des secteurs bancaires dans le golfe Persique.
Les cinq premières banques islamiques du golfe sont, au 30 juin 2008 :
- Al-Rajhi Bank (Arabie saoudite) : 40 milliards de dollars d'actifs fin juin 2008,
- Kuwait Finance House (Koweït) : 38,7 milliards,
- Dubai Islamic Bank (Émirats arabes unis) : 24,9 milliards,
- Abu Dabi Islamic Bank (Émirats arabes unis) : 13,1 milliards,
- Albaraka Banking Group (Bahreïn) : 11,1 milliards.

### Maroc
Au Maroc, le chantier pour la mise en place d'un cadre légal et réglementaire encadrant la finance islamique est en cours de finalisation. Les textes adoptés ou en cours d'adoption concernent les banques participatives (islamiques), les sociétés de financement, la micro-finance, les Sukuk, l'assurance Takaful et le marché des capitaux.
Bank Al-Maghrib, la Banque Centrale marocaine, a publié le 2 janvier 2017 un communiqué du Comité des Établissements de Crédit relatif à l’agrément pour l’exercice de l’activité bancaire participative. Toutes les banques marocaines candidates ont obtenu leur agrément, presque toutes ayant choisi de se lancer en partenariat avec un leader international de la finance islamique.

### Tunisie
La nouvelle loi bancaire promulguée en 2016 comporte des dispositions spécifique à la finance islamique en Tunisie. Adoptée le 9 juin 2016 par l’Assemblée des représentants du peuple (ARP), la Loi n° 2016-48 a été promulguée le 11 juillet 2016 et publiée au journal officiel JORT du 15 juillet 2016.
La version définitive de la loi bancaire abandonne le principe de spécialisation: toutes les banques qui le souhaitent pourront distribuer des produits de finance islamique après présentation d’une demande et obtention de l’autorisation de la BCT conformément aux dispositions de l’article 22 de la nouvelle loi.
Outre l'activité de banque islamique, le cadre légal et règlementaire de la finance islamique en Tunisie comporte des textes spécifiques pour les Fonds d’investissements islamiques et pour l'Assurance Takaful.

## Similitudes avec l'ancienne tradition chrétienne
Dans son interdiction de prélever des intérêts, l'islam rappelle l'ancienne tradition chrétienne qui a été intégrée dans la théologie de Saint Thomas d'Aquin qui s'appuyait sur les enseignements d'Aristote selon lequel l'argent ne peut pas produire d'enfants. Le prélèvement d'intérêts est caractérisé comme un moyen injuste, déshonorant et contre nature d'accaparer le bien d'autrui.[non neutre] Mais depuis la Réforme protestante, par la voix de Jean Calvin en particulier, l'interdit du prêt à intérêt a été aboli progressivement dans les pays européens ou occidentaux. Chaque intérêt ou profit supplémentaire sur un capital emprunté est interdit. L'intérêt est seulement légitimé quand il y a une raison extérieure au crédit, par exemple un risque de perte de la somme prêtée
La mourabaha était également pratiquée en Occident au XVIIe siècle. Elle fut stigmatisée par Pascal parce que les jésuites casuistes la justifiaient.
Plus récemment, dans son livre intitulé "Finance catholique", Antoine Cuny de la Verryère présente sept principes financiers catholiques ("princificats") dont certains sont inspirés des principes de la finance islamique: prohibition du court-termisme, prohibition des investissements non vertueux, obligation de privilégier l'épargne vertueuse, prohibition des profits injustes, obligation de partage des profits, obligation de transparence, obligation d'exemplarité financière.